# 形原温泉

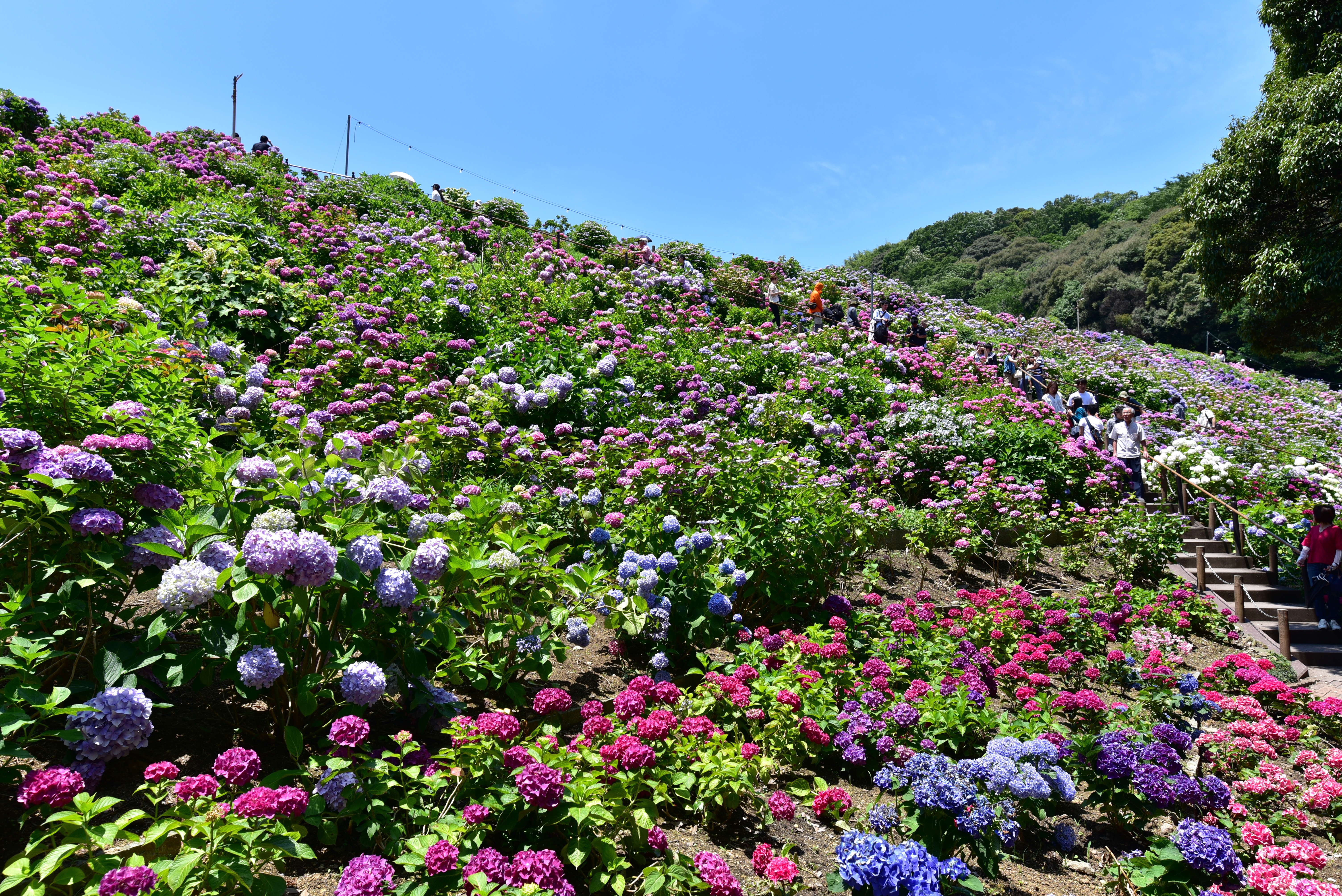
あじさいの里

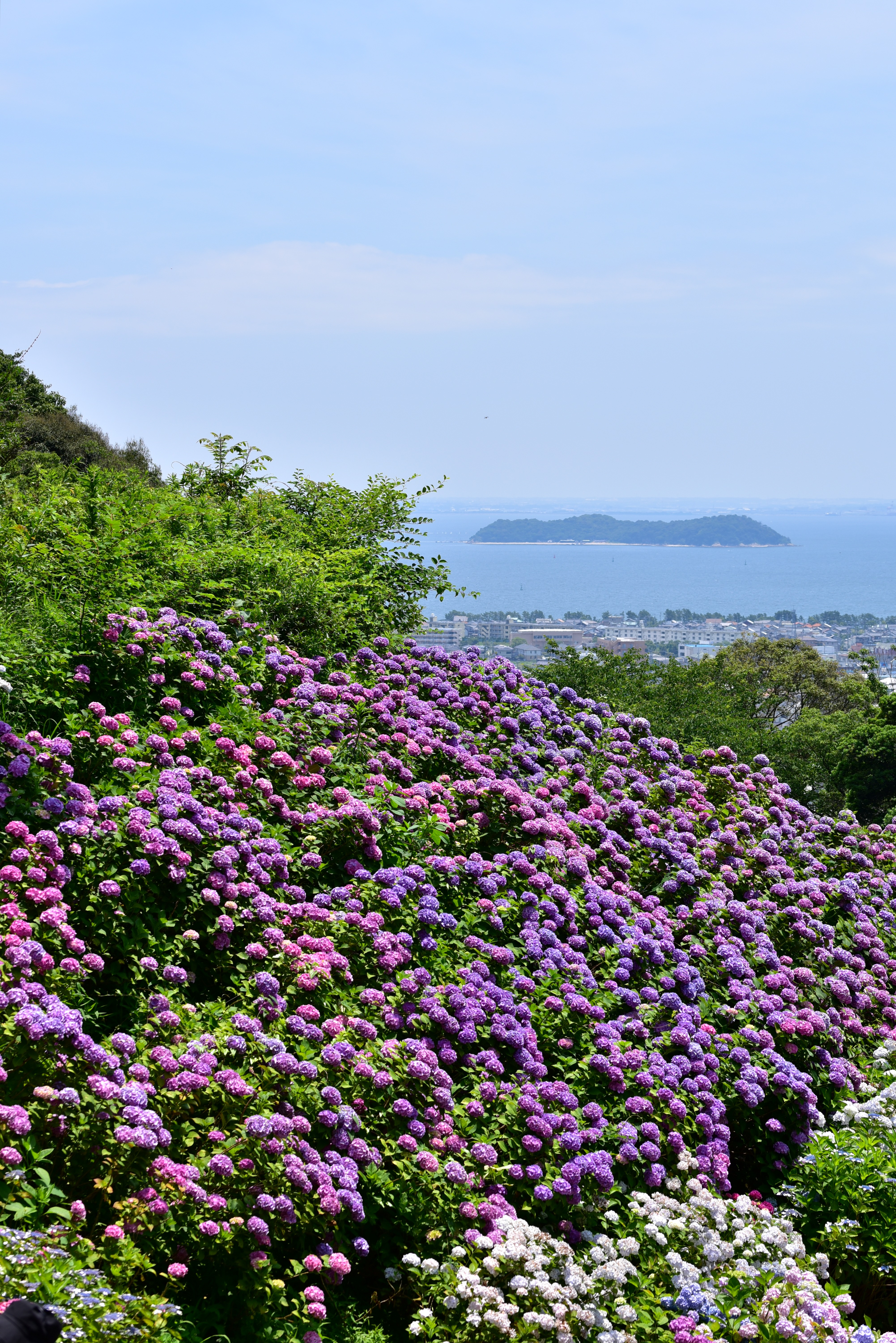
あじさいの里から三河湾を望む

形原温泉（かたはらおんせん）は、西浦温泉、三谷温泉と共に、愛知県蒲郡市を代表する温泉地である。

## 泉質
- アルカリ性単純温泉

## 温泉地
蒲郡市の西部、三ヶ根山の西側斜面に湧く温泉で、坂道に沿って旅館街が形成された。旅館は数軒ほどである。また、約5万本のアジサイを植えて「あじさいの里」をPRしており、毎年6月には「あじさいまつり」が開催される。期間中はJR東海道本線・名鉄蒲郡線の蒲郡駅より臨時バスが運行される。

## 歴史
当地が三河国と呼ばれていた安土桃山時代の天正年間に、補陀寺の祖丘禅師が夢のお告げによって湯を掘り当てたものの、これは涸渇したとの伝説が残る。
1945年（昭和20年）に発生した三河地震の後に、形原温泉は湧出した。この1945年（昭和20年）に湧出した源泉は、山の沢より湧出する鉱泉だったが、温泉を利用する旅館数の増加に伴い枯渇してきた。そこで1998年（平成10年）に、新源泉発掘のために「蒲郡温泉開発協同組合」が設立された。蒲郡温泉開発協同組合はボーリングによる源泉開発を実施し、大深度の新たな源泉を確保した。

## アクセス
鉄道
- JR東海道本線 三ケ根駅下車、タクシーで約15分。
- 名鉄蒲郡線 三河鹿島駅より徒歩で約25分。
- 名鉄蒲郡線 形原駅よりタクシーで約5分。
- 後述の路線バスを利用できる場合もある。

路線バス
- 名鉄蒲郡線 三河鹿島駅または形原駅より形原地区支線バスに乗車、「形原温泉」バス停下車。
※ 火・木・土曜日のみの運行。
- 名鉄蒲郡線・JR東海道本線 蒲郡駅より6月中のみ臨時バスの運行がある。
- JR東海道本線 三河塩津駅より名鉄バス西浦温泉行きに乗車、「鹿島」（名鉄蒲郡線 三河鹿島駅前）バス停より徒歩で約25分。

自家用車
- 東名高速道路 音羽蒲郡I.C.から音羽蒲郡道路（三河湾オレンジロード）経由。
- 東名高速道路　岡崎I.C.から国道248号経由。